# Mayonaka no Door
"Mayonaka no Door (Stay with Me)" (japonês: 真夜中のドア〜 Stay with Me) é o single de estreia da cantora japonesa Miki Matsubara, lançado em 5 de novembro de 1979. A popularidade da canção ressurgiu em 2020, 41 anos após o lançamento original.

## Composição e lançamento
Matsubara gravou "Mayonaka no Door" quando tinha 19 anos. Dois anos antes de sua estreia, ela se mudou de sua cidade natal, Osaka, para Tóquio e começou a se apresentar em clubes da cidade. Tetsuji Hayashi, o compositor da música, criou uma faixa que seguiu o estilo emergente de "new music", com influências trazidas da música ocidental; este gênero viria a ser conhecido como city pop. A Billboard notou que, em particular, o uso da frase em inglês "Stay With Me" agarra "o interesse de ouvintes não japoneses" enquanto homenageia a sua influência ocidental. Em entrevista ao The Japan Times, Hayashi elogiou a voz da cantora emergente, dizendo: "Eu não esperava que ela tivesse uma voz muito madura, muito mais do que sua idade real, porém era jazzística... até sexy". A música conta sobre uma mulher que deseja que seu amante continue com ela, especialmente depois de ter uma lembrança dele na noite anterior.
"Mayonaka no Door" foi um sucesso comercial: alcançou a 28ª posição na Oricon Singles Chart e vendeu 104,000 cópias de acordo com a Oricon, aumentando a popularidade de Matsubara e Hayashi. Enquanto Matsubara lançaria muito mais músicas em sua carreira, "Mayonaka no Door" é amplamente considerada seu maior trabalho.

## Ressurgimento
No final de 2020, "Mayonaka no Door" teve um aumento brusco na popularidade entre o público internacional. A Billboard atribui essa onda à cantora indonésia Rainych, que regularmente faz covers de músicas japonesas. Em outubro, Rainych postou um cover de "Mayonaka no Door" em seu canal no YouTube, resultando no crescimento da popularidade da canção original na Indonésia, que a partir daí se espalhou para o mundo. A canção apareceu nas paradas de popularidade de serviços de streaming de música como Spotify e Apple Music. Na mesma época, a canção foi usada em uma tendência da internet na plataforma de compartilhamento de vídeos TikTok, onde as pessoas tocam a música para seus pais japoneses e gravam a reação deles ao reconhecer a melodia. Em 4 de fevereiro de 2022, Tetsuji Hayashi, o compositor da música, durante uma entrevista à NHK, disse acreditar que a chave para o ressurgimento da música foi que as pessoas estão acostumadas a escutar música por streaming. Ele também disse: "Esta música foi a estreia de Miki Matsubara, mas senti que ela já havia se aperfeiçoado como cantora. Esse tipo de coisa frequentemente não é o caso."

## Covers
Em 2004, a cantora Miho Karasawa lançou o álbum Kimi no Kakera, contendo um cover de "Mayonaka no Door".
Em 2011, Hitomi Iwasaki, Junko Yagami e Chigusa Hanada lançaram um EP em conjunto sob o nome THE★THREE SOUL PIGREES contendo sua versão da canção.
Em 2021, a banda Deen lançou o álbum POP IN CITY 〜for covers only〜, onde adaptaram a música.
Masami Okui gravou um cover da canção em seu álbum Masami Kobushi ~Kayoukyokuhen~. No mesmo ano, a banda DeluxexDeluxe também lançou um álbum, chamado Senshibanko, com sua versão da música.